# Orange Aviation
Orange Aviation – prywatna izraelska linia lotnicza (kod linii ICAO: ORE), dostarczająca usługi przewozowe luksusowymi samolotami dla osobistości do każdego wskazanego miejsca w Izraelu i na świecie. Linie prowadzą także usługi pogotowia lotniczego, wliczając w to akcje ratownicze i ewakuację rannych. W tym celu oferowane są specjalistyczne samoloty medyczne z wykwalifikowanym personelem. Głównym portem lotniczym jest międzynarodowe lotnisko imienia Ben Guriona. Główna siedziba znajduje się w wiosce Ben Shemen.

## Obecny skład floty
Orange Aviation obecnie posiadają: